# Wohnhaus Friedrich-Ebert-Straße 77 (Leipzig)

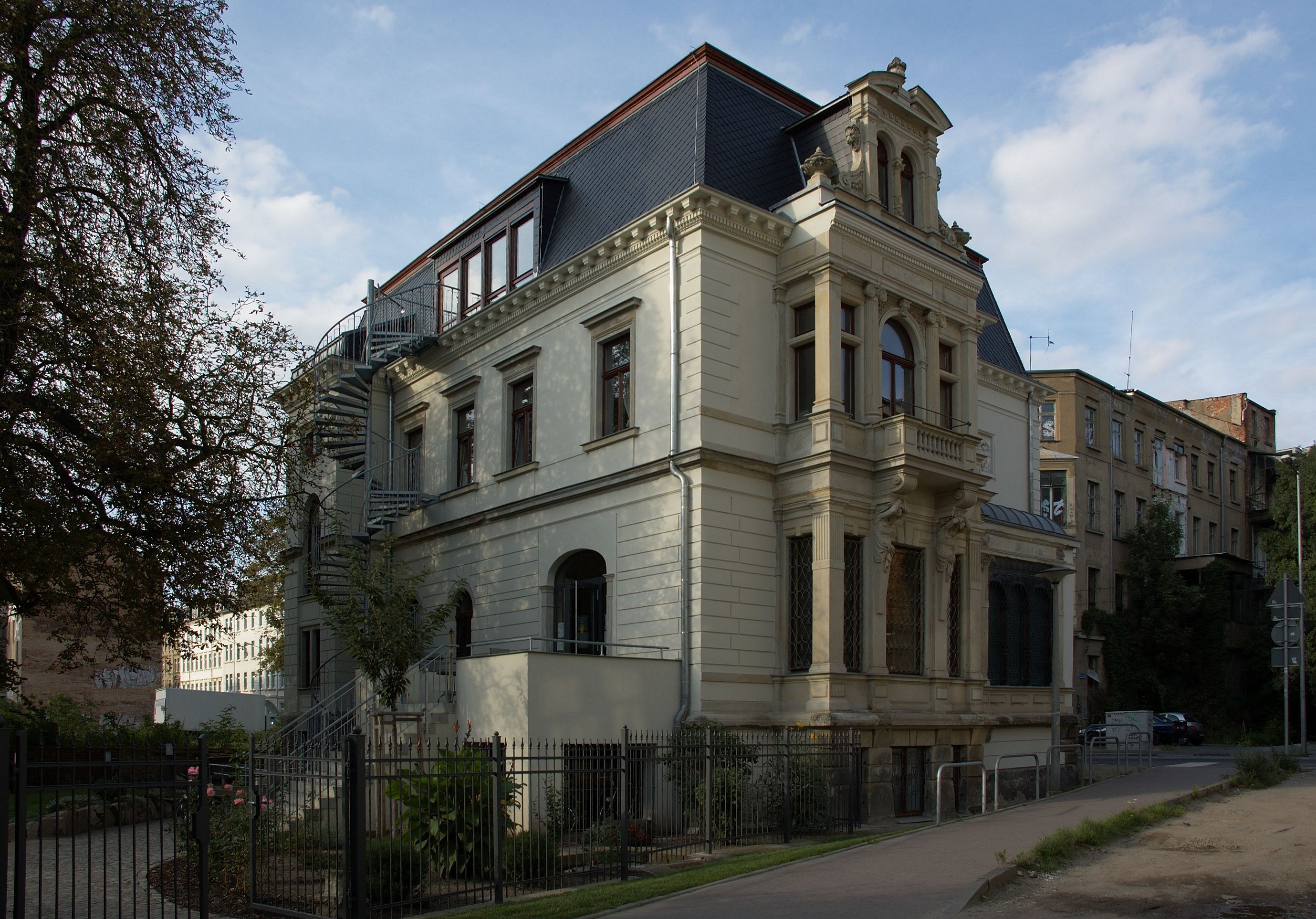
Friedrich-Ebert-Straße 77, fotografiert aus der Carl-Maria-von-Weber-Straße, die vom Fotografenstandpunkt aus hinter der Villa verlaufende Straße ist die Friedrich-Ebert-Straße. Inzwischen ist der entlang der Carl-Maria-von-Weber-Straße verlaufende Elstermühlgraben wieder freigelegt.

Das Wohnhaus Friedrich-Ebert-Straße 77 (vor 1885 Weststraße 38, dann umnummeriert in Weststraße 77, ab 1933 Hindenburgstraße, nach dem Zweiten Weltkrieg dann Friedrich-Ebert-Straße) ist ein unter Denkmalschutz stehendes Gebäude im Leipziger Bachviertel, vom Westplatz in Richtung Waldplatz fahrend hinter dem wieder freigelegten Elstermühlgraben bzw. an der Carl-Maria-von-Weber-Straße genannten Uferpromenade auf der linken Straßenseite. Das Gebäude wurde von Arwed Roßbach erbaut und zur Entstehungszeit bzw. im 19. Jahrhundert unter falscher Referenz auch Villa d’Avignon genannt, denn der Bauherr war der Kaufmann Louis Davignon.

## Beschreibung

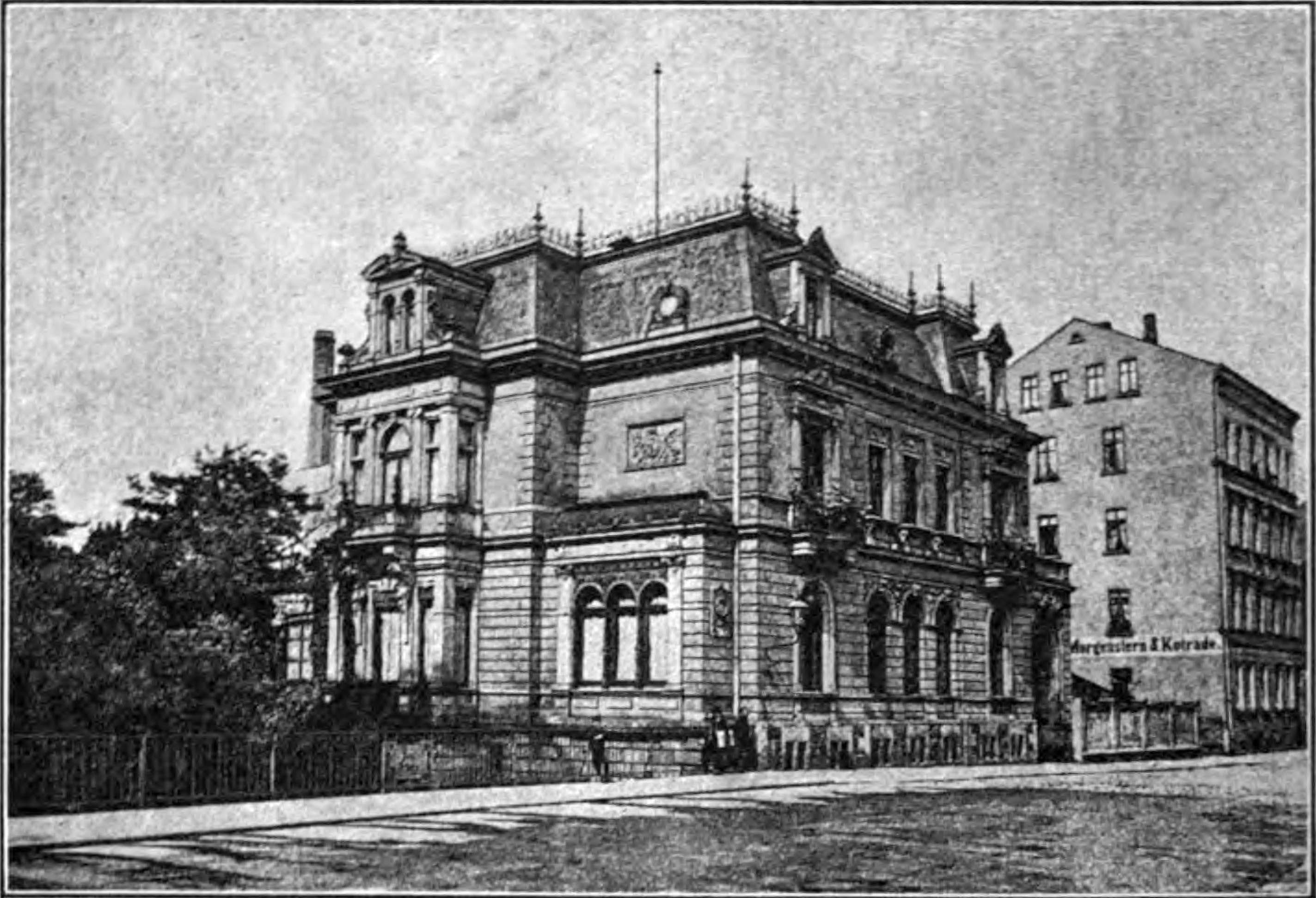
Ansicht von Osten aus der Erbauungszeit

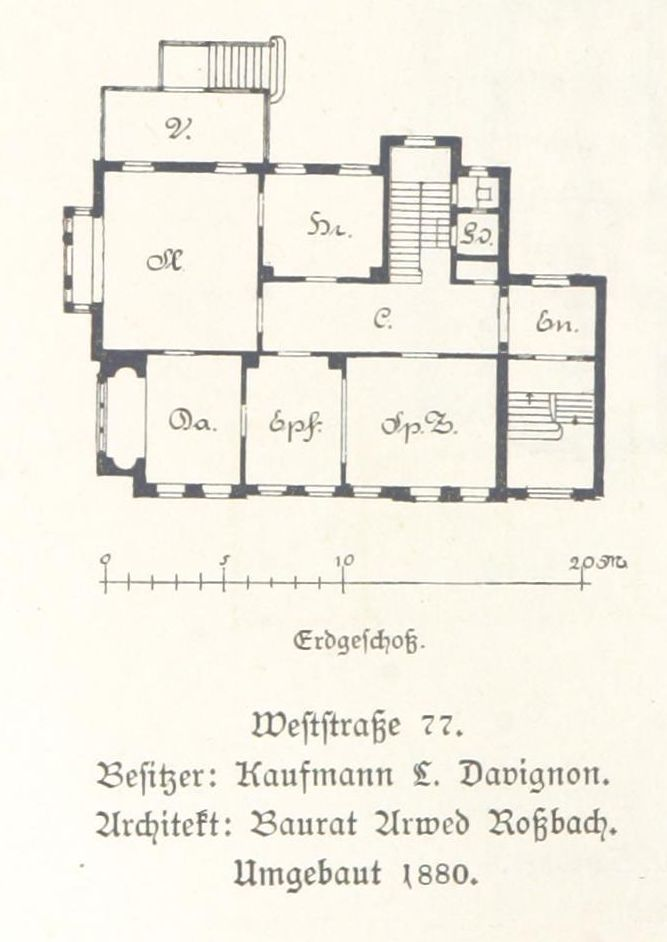
Erdgeschoss-Grundriss (um 1892)

Im Jahr 1863 erwarb der Gohliser Anton Schauer das Grundstück und ließ dort ab 1864 ein zweistöckiges Wohnhaus errichten. Bereits 1880 ging es an den vermögenden Leipziger Kaufmann Louis Davignon. Davignon beauftragte den Leipziger Architekten Arwed Roßbach mit dem Umbau des Wohnhauses zu einer Villa. Faktisch handelte es sich dabei jedoch nicht um einen Umbau, sondern um den Abriss des Schauerschen Wohnhauses mit der anschließenden Errichtung eines neuen Gebäudes.
Roßbach entwarf eine historistische Villa mit feinem Stuckdekor in Neorenaissanceformen. Die Dachgauben sind von Delfinen flankiert. Wegen des angrenzenden Elstermühlgrabens, der hinter einer 4 Meter hohen Ufermauer vorbeifloss, und des hohen Grundwasserstandes wurde das Gebäude nicht unterkellert, sondern nur mit einem „Sockelgeschoss“ versehen. 1881 wurde die straßenseitige Fassade verändert.
Ab 5. November 1926 wurde die Villa als Verbindungshaus des ALV! Agronomia Lipsiensis genutzt, jedoch musste der aktive Bund aufgrund der damaligen politischen Verhältnisse am 1. Juli 1936 wieder suspendiert werden.
Die Bombenangriffe im Zweiten Weltkrieg überstand das Gebäude ohne Schäden. In den Jahren danach verfiel die Villa jedoch, so dass 1961 die Bauaufsicht eingreifen musste.
Seit September 2003 ist der Stadtverband der Hörgeschädigten Leipzig e. V. Eigentümer des Gebäudes. Bis 2005 sanierte der Verband die Villa nach denkmalpflegerischen Gesichtspunkten und zog anschließend von seinem bisherigen Sitz in der Leipziger Huygensstraße 1 in die Friedrich-Ebert-Straße 77 um.
Heute befindet sich in dem Gebäude das Begegnungszentrum Haus ohne Barrieren, in dem der Hörgeschädigten-Stadtverband und der Sozialverband Deutschland e. V. Geschäftsstellen unterhalten. Der Mobile Behindertendienst Leipzig e. V. betreibt das Integrationscafé caféBARlokal „Davignon“.